# Neon Knights
Singles de Black Sabbath
Never Say Die!
(1978) Die Young
(1980)
Neon Knights est le 17e single du groupe Black Sabbath.

## Détails
Le single sort en juillet 1980 sur le label Vertigo, et atteint la 22e place des charts britanniques UK Singles Chart. C'est le premier single extrait de l'album Heaven and Hell, et c'est donc le premier single du groupe avec Ronnie James Dio au chant et sans Ozzy Osbourne. La chanson en "face B" est une version live de Children of the Sea du même album.
La chanson-titre sera reprise par divers groupes dans les années 2000, figurant sur plusieurs albums. Elle donne notamment son titre en 2010 à un album-hommage au groupe, Neon Knights - A Tribute to Black Sabbath, où elle est reprise par Warrior.

## Pistes
Les chansons sont signées Dio, Iommi, Butler et Ward ; la première est produite par Martin Birch, la seconde par Dio et Iommi.
- Face A : Neon Knights - 3:49
- Face B : Children of the Sea (live) - 6:30

## Musiciens
- Ronnie James Dio - chant
- Tony Iommi - guitare
- Geezer Butler - basse
- Bill Ward - batterie
- Geoff Nicholls - claviers

## Reprises
Neon Knights a été reprise entre autres par :
- Iron Savior en 1999 sur son album Unification.
- Steel Prophet en 2000 sur son album Genesis.
- Turbo en 2001 sur son album Awatar.
- Westworld en 2002 sur son album Cyberdreams.
- Barón Rojo en 2003 sur son album Perversiones (es).
- Queensrÿche en 2007 sur son album Take Cover (en).
- Sapattivuosi (en) en 2009 sur son album Ihmisen merkki.
- Warrior en 2010 sur l'album Neon Knights - A Tribute to Black Sabbath
- Anthrax en 2014 sur l'album Ronnie James Dio - This Is Your Life (en)

Les groupes Dio et RMISERY ont également souvent repris la chanson en concert.